# Clínica Girona
La Clínica Girona és un centre mèdic privat de Girona ubicat fins a l'abril de 2022 al centre de la ciutat, i que el 18/4/2022 va traslladar la seva activitat a un nou edifici de l'entrada sud de Girona. El fundador, juntament amb d'altres metges, fa en ser Francesc Coll i Turbau, que també va ser alcalde de la ciutat.

## Història
La Clínica Girona va iniciar les seves activitats el 1934 a un edifici projectat per en Rafael Masó i Valentí, fora de la muralla, a l'actual carrer de Joan Maragall. Entre d'altres fites, hi ha la posada en funcionament de la Unitat de Diàlisi (1974) o el sistema de Diagnòstic per la imatge com el TAC (1987) o la Ressonància Magnètica (1997).
Es tracta de la primera clínica de la ciutat de Girona, en una època, la dels anys 30, on només existia l'Hospital Provincial de Santa Caterina i en la qual el panorama de la ciutat, des del punt de vista sanitari, era nefast perquè encara s'arrossegaven algunes de les grans epidèmies de finals del segle xix.
Després de la Guerra Civil espanyola, la Clínica Girona va ampliar el nombre de llits per col·laborar amb el recentment creat Seguro Obligatorio de Enfermedad (SOE), col·laboració que va durar fins l’any 1956 amb la construcció de la Residencia Sanitària Alvarez de Castro, avui Hospital Josep Trueta.
La clínica va fer uns primers tràmits per reubicar-se a l'entrada sud de Girona, ja al municipi de Fornells de la Selva, però finalment es va descartar.
L'any 2022 s'inaugura l'edifici de la Nova Clínica Girona, dissenyat i construït per PMMT Arquitectura. L'edifici ha estat guardonat en la categoria d’Innovació en la Construcció en la XIX edició del Premis Catalunya Construcció, convocats pel Col·legi d'Aparelladors de Barcelona.